# منعكس تشادوك

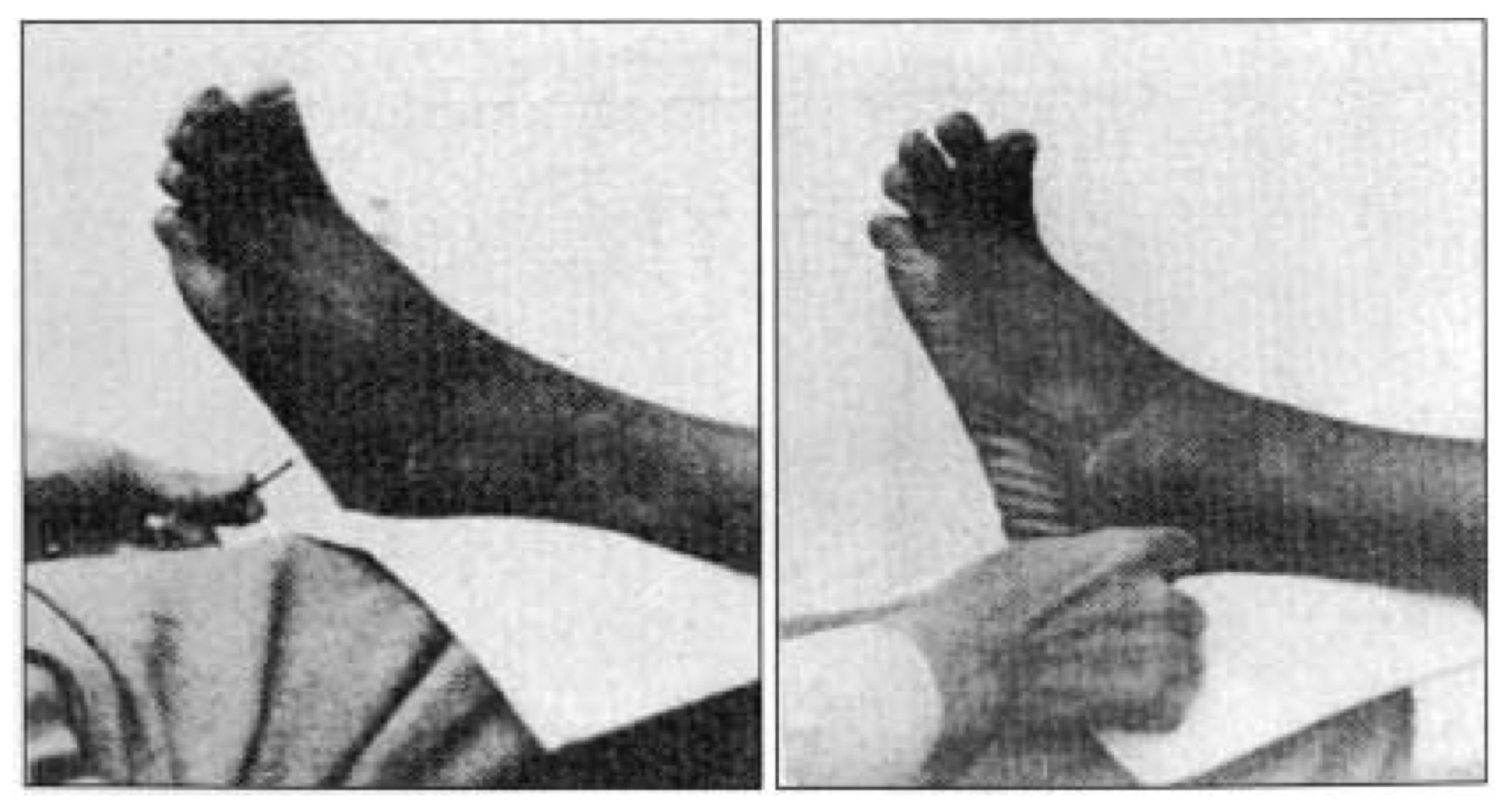

منعكس تشادوك (بالإنجليزية: Chaddock reflex)‏ هو رد فعل تشخيصي مشابه لرد فعل منعكس بابنسكي(منعكس باطن القدم)، تكون علامة تشادوك موجودة عندما يتم ملس الكعب الوحشية ويؤدي إلى تمديد إصبع القدم الكبير، مما يشير إلى تلف المسالك القشرية النخاعية.
تم التعرف عليه من قبل تشارلز جيلبرت تشادوك في عام 1911.